# John Comyn (Adliger, † 1314)
John Comyn, de jure Lord of Badenoch (auch John Comyn (IV)) († 24. Juni 1314 bei Bannockburn) war ein schottischer Adliger.

## Herkunft und Jugend
John Comyn entstammte dem schottischen Clan Comyn. Er war der einzige Sohn von John Comyn, Lord of Badenoch und von dessen Frau Joan de Valence. Seine Mutter war eine Cousine des englischen Königs Eduard I. Während des Ersten Schottischen Unabhängigkeitskriegs geriet sein Vater 1296 in englische Gefangenschaft. Seine Mutter lebte in der Zeit danach auf ihren englischen Besitzungen. Sein Vater wurde 1297 freigelassen, setzte jedoch den Kampf gegen den englischen König fort. Daraufhin befahl der englische König am 26. März 1298 Joan de Valence und ihren Kindern, dass sie sofort zurück nach London kommen sollten. Nachdem Johns Vater sich 1304 dem englischen König unterworfen hatte, durfte die Familie offenbar nach Schottland zurückkehren. Sein Vater wurde jedoch im Februar 1306 von Robert Bruce ermordet, worauf der englische König ihn und seine Mutter befahl, nach England zurückzukehren. Dort wurde er in die Obhut von Sir John Weston gegeben, dem Erzieher der Kinder des Königs. Am 22. Mai 1306 gehörte er zu den über 200 jungen Adligen, die zusammen mit dem Thronfolger Eduard in Westminster zum Ritter geschlagen wurden.

## Leben im englischen Exil und Teilnahme am Feldzug von 1314
De jure war der junge John nun Erbe von Badenoch und der weiteren Besitzungen seines Vaters, doch Robert Bruce hatte sich kurz nach dem Mord an Comyn zum schottischen König erklärt. Bruce konnte sich nicht nur gegen den englischen König behaupten, sondern vertrieb bis 1308 auch die verbliebenen Angehörigen der Familie Comyn aus Schottland. Der junge John wurde in England mit Margaret Wake, einer Tochter des englischen Barons John Wake verheiratet. Im August 1312 nahm er zusammen mit anderen schottischen Adligen, die noch auf englischer Seite standen, an einem englischen Parlament in Westminster teil. 1314 nahm er am Feldzug des englischen Königs Eduard II. nach Schottland teil. Dabei fiel er in der Schlacht von Bannockburn, wahrscheinlich gehörte er der englischen Vorhut unter dem Earl of Gloucester an, die bei ihrem ungestümen Angriff auf die schottischen Schiltrons schwere Verluste erlitt.

## Folgen
Comyns Tod und die klare Niederlage des englischen Königs gegen die Schotten unter Robert Bruce beendeten endgültig die Hoffnungen der Familie Comyn, dass sie ihre Stellung in Schottland zurückgewinnen konnten. Die Schotten werteten seinen Tod als ein Omen, dass der Mord an seinen Vater John Comyn 1306 gerechtfertigt war. Comyns Frau gebar einen postumen Sohn, Aymer Comyn († vor 1316), der jedoch noch als Kleinkind starb. Daraufhin wurden die verbliebenen Besitzungen der Familie in England unter John Comyns Schwestern Joan und Elizabeth Comyn aufgeteilt.